# لورا فورتوناتو
لورا فورتوناتو (بالإسبانية: María Laura Fortunato)‏ هي حكمة كرة القدم أرجنتينية، ولدت في 31 مايو 1985.

## وصلات خارجية
- لورا فورتوناتو على موقع Soccerway.com (الإنجليزية)
- لورا فورتوناتو على موقع أوليمبيديا (الإنجليزية)